# Whitby (North Yorkshire)
Whitby é uma cidade e paróquia civil em North Yorkshire, na Inglaterra. Fica na costa de Yorkshire, na foz do rio Esk, e tem uma economia marítima, mineral e turística. Está localizada a 76 km de Iorque e a 35 km de Middlesbrough.
Desde a Idade Média, Whitby possuía importantes frotas de arenque e baleeiros, e foi onde o capitão James Cook aprendeu a marinharia. Ele explorou pela primeira vez o oceano do sul no HMS Endeavour.
A cidade teve aparição em diversas obras literárias, incluindo o romance Drácula, de Bram Stoker.

## História

### Idade Média
Em 655, quando Osvio, o rei cristão da Nortúmbria, estava lutando contra Penda, o rei da Mércia, que tinha forças superiores, Oswiu pediu a Deus que obtivesse a vitória para ele e prometeu, em troca, colocar sua filha a seu serviço e dedicar terras para a construção de mosteiros. Penda e a maioria de seus nobres foram mortos na batalha e, em cumprimento à sua promessa, Osvio estabeleceu doze pequenas propriedades nas quais seriam construídos mosteiros. Cada uma dessas propriedades teria sido suficiente para alimentar dois soldados em tempos de guerra.

### Abadia de Whitby

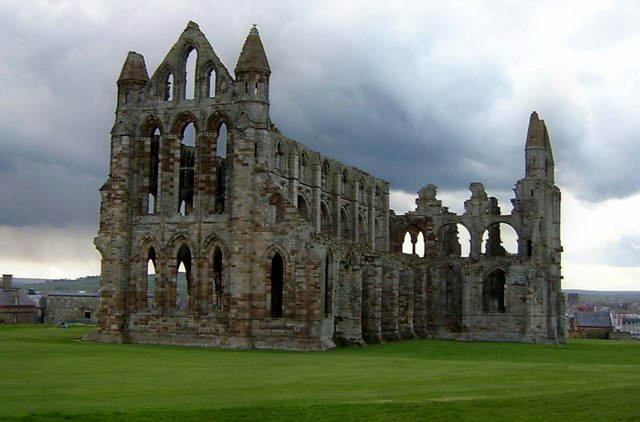
Abadia de Whitby.

Um desses mosteiros foi fundado em 656 ou 657 na propriedade de Streanæshealh , que mais tarde seria conhecida como Abadia de Whitby.
Ælflæda, que mais tarde se tornou abadessa, entrou como noviça, mas a primeira foi Hilda, que viria a ser venerada como santa. Com ela, a instituição se tornou um importante centro de estudos. Diz-se que Caedmon, cuja poesia é um dos primeiros exemplos da literatura anglo-saxônica, viveu lá por algum tempo. A abadia era a principal abadia de Deira, onde os restos mortais de sua família real foram sepultados.
O Sínodo de Whitby, realizado no mosteiro em 664, definiu a data da Páscoa como a data romana, substituindo a data observada anteriormente, que era habitual no cristianismo insular. Essa decisão do sínodo afetaria toda a Nortúmbria.
Em 867, os vikings da Dinamarca desembarcaram em Raven's Hill, um ponto a três quilômetros a oeste de Whitby. Eles sitiaram o mosteiro e chegaram a destruí-lo.
Após a conquista normanda da Inglaterra em 1066, William de Percy mandou reconstruir a abadia em 1078 e a dedicou a São Pedro e a Hildegarda de Bingen.
Mais tarde, ela seria chamada de Presteby (em nórdico antigo, significa “Clergy Manor”), depois Hwytby e, por fim, Whiteby (provavelmente em homenagem aos outros prédios anexados à abadia), um nome que mais tarde se tornaria Whitby.

### Crescimento

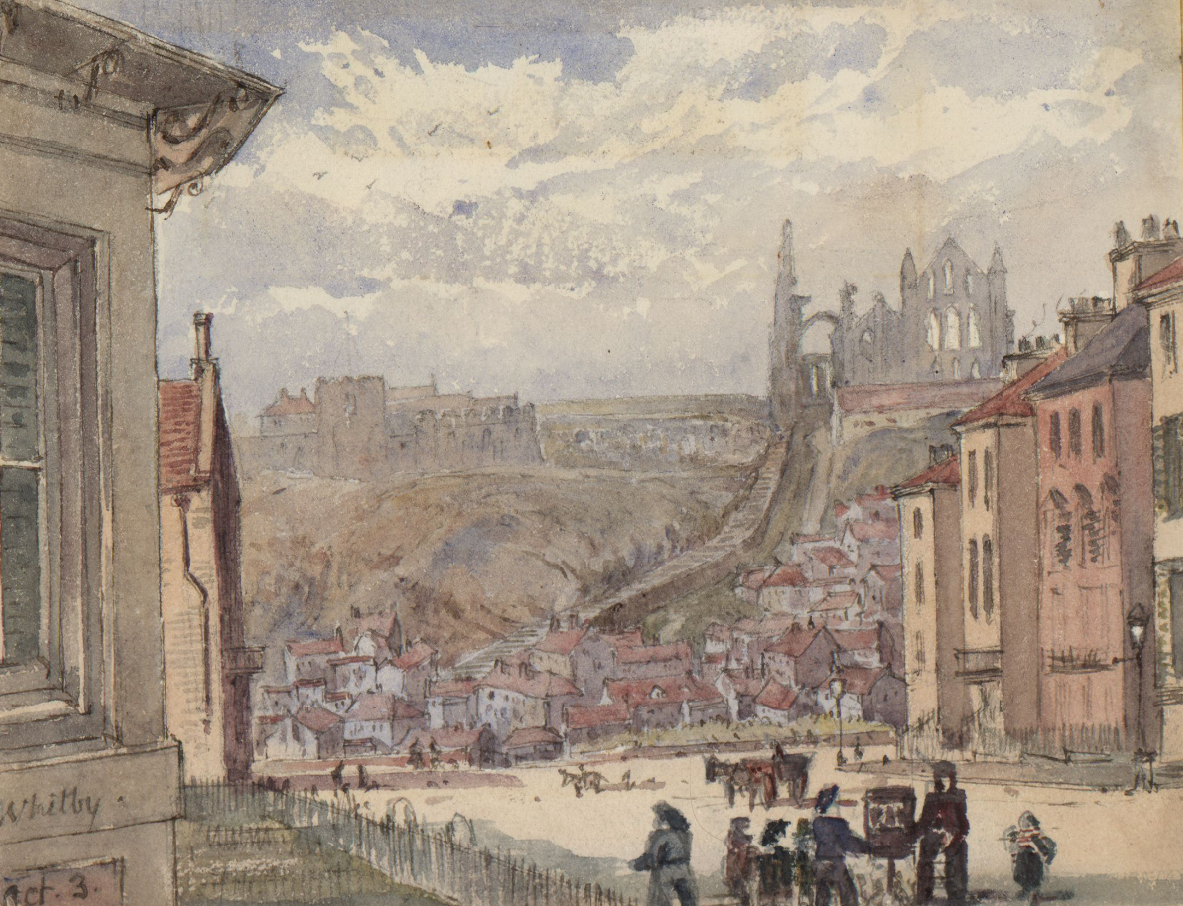
Velha Whitby, 1861.

No final do século XVI, Thomas Chaloner  viajou para a Itália e visitou as minas de alúmen napolitanas nos Estados Papais, da qual ele observou que as rochas das quais o alume era extraído eram as mesmas que existiam na área de Guysborough. Naquela época, o alúmen era um produto muito importante usado para curtimento de couro, para fixar corantes em roupas e para fins medicinais. Até então, o papado detinha um monopólio de fato sobre a produção e a venda dessa mercadoria. Às escondidas, Chaloner levou alguns trabalhadores italianos das minas para a Inglaterra e, dessa forma, desenvolveu em poucos anos um próspero setor de alume na região de Yorkshire. Diz-se que esse setor próspero contribuiu para a redução do preço internacional do alume, e Chaloner acabou sendo excomungado em decorrência disso, já que era prejudicial aos riqueza pontifícia. O fato é que a importância de Whitby, como um porto de Yorkshire, aumentou consideravelmente com a transferência do alume e também do carvão que seria usado para a produção desse alume.
A cobrança de impostos sobre as importações marítimas levou à construção das docas gêmeas de Whitby, uma melhoria do porto que traria maiores benefícios. Em 1753, o primeiro navio baleeiro zarpou para a Groenlândia, o que foi o início de uma nova fase de desenvolvimento: em 1795, Whitby teria se tornado um importante centro da indústria baleeira. Em 1839, George Hudson completou a rede ferroviária de comunicação de Whitby com Iorque e as cidades de East Yorkshire, considerada fundamental para o desenvolvimento da indústria do turismo. Hudson também empreendeu a construção do Royal Crescent na cidade de Bath, que teve que abandonar devido à falta de fundos.

### Século XX
Em Whitby, o naufrágio ocorreu, seja por encalhe ou pela explosão de uma mina, do navio-hospital Rohilla em 30 de outubro de 1914. O naufrágio é visível de pontos altos da costa. 85 pessoas morreram e muitas delas foram enterradas no cemitério da igreja.
No mesmo ano, durante o último ataque à costa de Yorkshire pela Marinha Imperial Alemã, a cidade foi bombardeada pelos cruzadores de batalha SMS Von der Tann e SMS Derfflinger, que procuravam danificar o posto de sinalização no promontório e que também atacaram as cidades de Scarborough e Hartlepool. Embora o bombardeio tenha durado apenas cerca de dez minutos, a abadia sofreu danos significativos. A frota alemã conseguiu escapar da tentativa de captura da Marinha Real Inglesa, que mais tarde alegaria sinais ruins e pouca visibilidade.
No início do século XX, a frota pesqueira mantinha o porto movimentado, e poucos barcos de carga o utilizavam. A atividade foi revitalizada após uma greve nas docas de Kingston upon Hull em 1955, quando seis navios foram desviados e descarregaram suas cargas no cais pesqueiro.

## Geografia
Whitby está localizado na costa leste de Yorkshire, de frente para o Mar do Norte, no final do Vale Esk. Tem sido um ponto de virada desde pelo menos os tempos medievais e várias pontes atravessam o rio. 
A ponte atual, construída em 1908, é uma ponte giratória com uma largura de 23 m que separa os portos grandes e pequenos que têm uma área total de cerca de 80,1 acres (32,40 ha), As casas são construídas de tijolo ou pedra, muitas vezes com telhas vermelhas, ao longo de pequenas ruas íngremes em ambos os lados do rio. No lado terrestre, a cidade é cercada pelos pântanos do Parque Nacional North York Moors e seu litoral é banhado pelo Mar do Norte. A parte marítima é parte integrante do programa Heritage Coast de North Yorkshire e Cleveland. Este trecho do litoral, conhecido como Costa dos Dinossauros ou Costa dos Fósseis ou Costa Jurássica, tem cerca de 56 km  de comprimento, estendendo-se de Staithes, no norte, e até Flamborough, em East Riding of Yorkshire.

## Religião

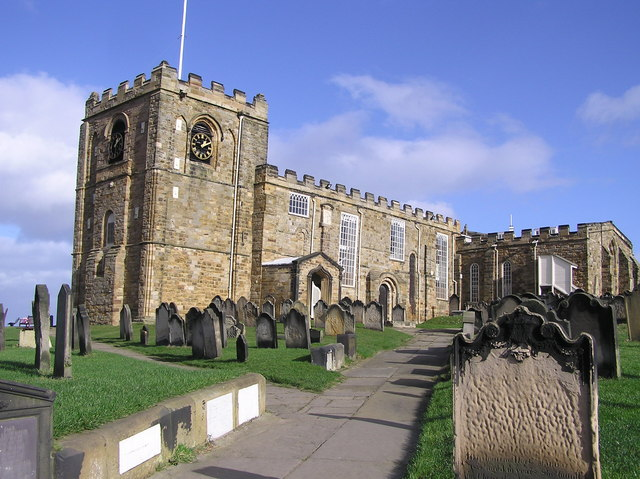
Igreja de Santa Maria.

A Igreja de Santa Maria é uma igreja paroquial anglicana da cidade. Foi fundada por volta de 1110, embora seu interior date principalmente do final do século XVIII. Está situada no próxima às ruínas da Abadia de Whitby.
Bram Stoker usou o cemitério da Igreja de Santa Maria como cenário para uma cena em seu romance, Drácula.

## Obras literárias
Várias obras literárias de outros autores se passam em Whitby, no todo ou em parte. Algumas delas são:
- "Dracula" (1897), de Bram Stoker.  A maior parte do romance se passa em Whitby, incorporando peças do folclore local, incluindo o encalhe do navio russo Dmitry e do Sínodo de Whitby.

- "Caedmon's Song" (1990), de Peter Robinson.

- Possessão (1990), de A. S. Byatt.

- "The Whitby Witches Trilogy". Romances de Robin Jarvis, autor de literatura infantil fantástica

- 1. "The Whitby Witches", (1991).
- 2. "A Warlock in Whitby", (1992).
- 3. "The Whitby Child", (1994).

- "Absolution by Murder", de 1994. Romance de Peter Tremayne (pseudônimo do escritor e romancista Peter Berresford Ellis).

- "Never the Bride", radionovela emitida em 1998 pela BBC Radio 4.
- "Never the Bride", publicada como novela em 2006.
- "Something Borrowed", de 2007. Novela.
- "Conjugal Rites", de 2008. Novela.
- "Never the Bride", de 2008. Versão extendida emitida pela BBC 7.
- "The Resurrectionists", de 2000. Novela de  Kim Wilkins.
- "The Hundred and Ninety-Nine Steps", de 2001. Novela de Michel Faber.
- "Fabulous Whitby", de 2008. Antologia de histórias de fantasia desenvolvida por S. Thomason e escrita por Liz Williams.